# ヴャツコエ
座標: 北緯48度44分 東経135度43分 / 北緯48.733度 東経135.717度
ヴャツコエ（ロシア語: Вя́тское、ラテン文字転写: Vyatskoye）は、ロシアのハバロフスク地方ハバロフスク地区の小さな漁村であり、ハバロフスクの北東70キロメートルのアムール川の東側に位置している。第76無線技術旅団が駐留している。別名、ヴャツク（ロシア語: Вятск）。

## 歴史
元々の住民は、様々なツングース系民族であったものとみられる。
かつては外満洲に属していたが、1860年の北京条約により、ハバロフスク、ウラジオストクとともに清朝からロシア帝国に割譲された。
第二次世界大戦中、ヴャツコエ付近は、朝鮮人や中国人のゲリラで構成されたソ連の第88旅団の野営地だった。後に北朝鮮の指導者となる金日成は、ソ連の赤軍の大尉として大隊を指揮して駐留しており、彼の家族もそこにいたという情報もある。その情報によると、彼の息子である金正日は1941年2月16日にこの村で生まれたという（北朝鮮政府は、金正日は1年後の1942年2月16日に日本統治下の朝鮮の白頭山で生まれたと主張している）。この村の住民は、金正日の弟の金修羅（シューラ・キム、金万一）が井戸に落ちて死んだので、そこに埋葬されたと主張しているが、他の資料では、金正日の兄弟は1947年に平壌のプールで溺死したとされている。